# Malcolm Champion
Malcolm Eadie Champion (* 12. November 1883 in Kingston, Norfolkinsel; † 26. Juli 1939 in Auckland) war ein neuseeländischer Schwimmer. Er war der erste Olympiasieger seines Landes. Bis zum Olympiasieg von Danyon Loader im Jahr 1996 blieb er der einzige neuseeländische Schwimmer, der eine olympische Goldmedaille erringen konnte.
1912 wurde er für die kombinierte Delegation von Australien und Neuseeland, die als Australasien bei den Olympischen Sommerspielen 1912 antrat, nominiert. Über 400 Meter Freistil schied er im Halbfinale aus. Im Rennen über 1500 Meter Freistil konnte er das Finale erreichen, beendete jedoch dort sein Rennen nicht. Nachdem er im 4 × 200-m-Freistilstaffelrennen zusammen mit Cecil Healy, Leslie Boardman und Harold Hardwick bereits im Vorlauf einen neuen Weltrekord aufgestellt hatte, stellte die Staffel diesen im Finale erneut ein und wurde Olympiasieger.
1990 wurde er in die neu gegründete New Zealand Sports Hall of Fame aufgenommen.